# Podmatrika
Podmatrika je v matematiki matrika, ki jo dobimo iz večje matrike s tem, da v njej izberemo samo določene vrstice in stolpce. Izbrane vrstice ali stolpci morajo tvoriti kvadratno ali pravokotno matriko. 
Ni predpisanega načina označevanja podmatrik.

## Primer
Iz matrike
{\displaystyle \mathbf {A} ={\begin{bmatrix}a_{11}&a_{12}&a_{13}&a_{14}\\a_{21}&a_{22}&a_{23}&a_{24}\\a_{31}&a_{32}&a_{33}&a_{34}\end{bmatrix}}.}
izberemo samo vrstici 1 in 2 ter stolpce 1, 3 in 4 in dobimo novo matriko 
{\displaystyle \mathbf {A} [1,2;1,3,4]={\begin{bmatrix}a_{11}&a_{13}&a_{14}\\a_{21}&a_{23}&a_{24}\end{bmatrix}}}
Podoben pojem je poddeterminanta, ki pa se nanaša na determinante kvadratnih matrik.